# Sándor Szurmay
Sándor svobodný pán Szurmay de Uzsok (německy Alexander Freiherr Szurmy von Uzsok, maďarsky uzsoki báró Szuramy Sándor) (19. prosince 1860 Bocșa – 26. února 1945 Budapešť) byl rakousko-uherský generál. Od mládí sloužil u uherské zeměbrany a vystřídal řadu posádek. Za první světové války se vyznamenal na východní frontě a v roce 1917 získal prestižní Řád Marie Terezie. Na konci první světové války zastával funkci ministra zeměbrany ve vládě Uherského království (1917–1918). V roce 1917 byl povýšen na generála pěchoty a získal šlechtický titul barona. Ve veřejném životě byl aktivní i po rozpadu monarchie a nakonec v Maďarsku obdržel čestnou hodnost generálplukovníka (1941).

## Životopis

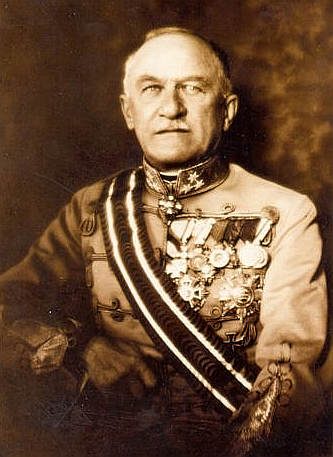
Sándor Szurmay (1918)

Pocházel ze starobylé rodiny povýšené v 18. století do šlechtického stavu, narodil se v Banátu jako mladší syn Mihályho Szurmaye (1825–1895). Studoval v Szegedu a původně pracoval u rakouských státních drah, později se ale rozhodl pro vojenskou dráhu a v roce 1882 vstoupil k uherské zeměbraně. Poté studoval na vojenské akademii v Budapešti a jako poručík se stal řádným důstojníkem uherské zeměbrany v Prešpurku. Později si doplnil vzdělání na Válečné škole (K.u.k. Kriegschule) ve Vídni (1887–1889), kterou absolvoval v hodnosti nadporučíka a byl zařazen ke štábu 4. armádního sboru v Budapešti. Později sloužil mimo jiné ve Vídni a zastával také nižší funkce na uherském ministerstvu zeměbrany. Mezitím postupoval v hodnostech (kapitán 1895, major 1898, podplukovník 1901). V roce 1905 byl povýšen na plukovníka, krátce velel pluku zeměbrany v Kaniži a v roce 1907 stal se druhým sekčním šéfem na uherském ministerstvu zeměbrany.

### První světová válka

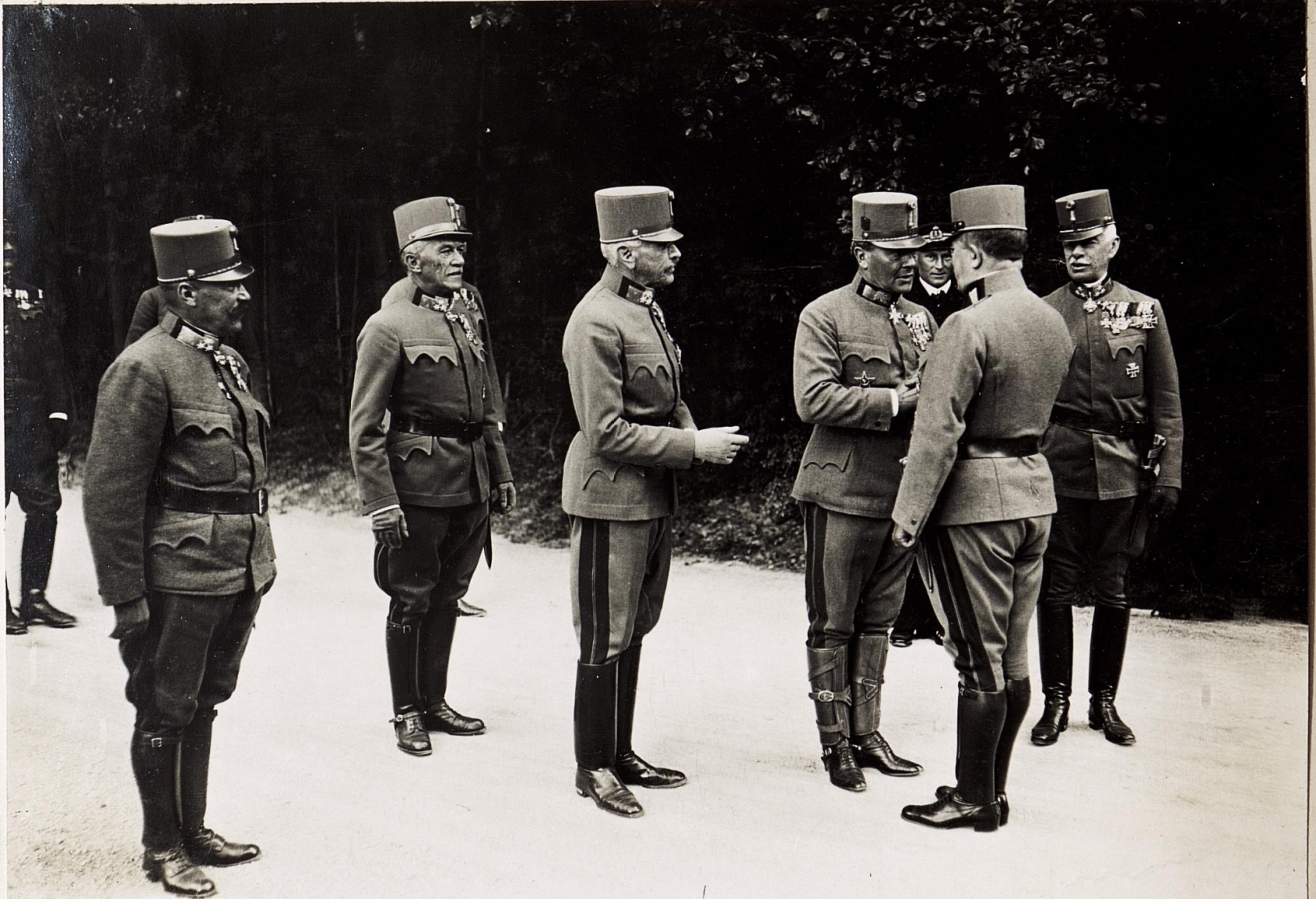
Císař Karel I. při promoci nositelů Řádu Marie Terezie ve vile Wartholz (1917, Sándor Szurmay druhý zleva)

V roce 1910 dosáhl hodnosti generálmajora a nadále působil na uherském ministerstvu zeměbrany, tentokrát již jako první sekční šéf. K datu 1. května 1914 byl povýšen na polního podmaršála a na ministerstvu zeměbrany poté zastával funkci státního tajemníka. V listopadu 1914 byl povolán na východní frontu a jako velitel 38. divize zeměbrany se zapojil do bojů v Haliči. Brzy dostal pod své velení i dvě další divize a zformoval armádní sbor, který nesl jeho jméno (Szurmay Armee Korps). V roce 1915 se prosadil při obraně Užockého průsmyku, v následujícím roce se zúčastnil bojů během Brusilovovy ofenzívy, kdy musel nakonec ustoupit a jeho jednotky utrpěly značné ztráty.
V únoru 1917 byl z fronty odvolán a jmenován uherským ministrem zeměbrany, jemu podřízené jednotky dostaly nové velení (generál Karl Lukas) a byly nadále označovány jako 24. armádní sbor. Jako ministr zeměbrany usiloval především o rozdělení c. k. armády na rakouskou a maďarskou část, rozhodnutí bylo ale odloženo do konce války. V srpnu 1917 byl povýšen do hodnosti generála pěchoty a ve funkci ministra setrval až do rozpadu monarchie v říjnu 1918. V únoru 1919 byl na příkaz premiéra Károlyiho zatčen a uvězněn kvůli podezření z kontrarevoluce. Po propuštění ještě krátce působil jako styčný důstojník u francouzské vojenské mise v Maďarsku, v armádě byl formálně penzionován v roce 1821. V roce 1927 byl jmenován členem Horní sněmovny Maďarského království a nakonec ještě za druhé světové války obdržel čestnou hodnost generálplukovníka.
Uplatnil se mimo jiné jako spisovatel, byl autorem řady odborných prací z vojenské teorie, později se věnoval i jiným oborům (například zoologie). Mluvil především maďarsky a německy, ovládal také slovenštinu a na konverzační úrovni se domluvil rumunsky a francouzsky.
Jeho manželkou byla Ernestina Szenonerová (1872–1943), měli spolu dvě dcery.

## Tituly a ocenění
Během vojenské kariéry obdržel řadu ocenění, nejvýznamnějším z nich byl rytířský kříž Řádu Marie Terezie, který byl nejvyšším vojenským vyznamenáním v Rakousku od 18. století a za první světové války byl udělován již jen zřídka. Jako ministr zeměbrany se stal automaticky členem Sněmovny magnátů, členství v Horní sněmovně Maďarského království mu bylo později potvrzeno v roce 1927. V roce 1917 byl povýšen do stavu svobodných pánů s predikátem de Uzsok odkazujícím na jeho zásluhy v Užockém průsmyku během první světové války. Z titulu člena uherské vlády obdržel v roce 1917 také titul c. k. tajného rady s nárokem na oslovení Excelence.

### Řády a vyznamenání
- Řád železné koruny III. třídy (1903)
- Vojenský jubilejní kříž (1908)
- komtur Řádu Františka Josefa (1909)
- komandér Leopoldova řádu (1914)
- Vojenský záslužný kříž s válečnou dekorací (1915)
- Řád železné koruny I. třídy s válečnou dekorací (1915)
- Vyznamenání za zásluhy o Červený kříž s válečnou dekorací (1915)
- rytířský kříž Vojenského řádu Marie Terezie (1917)

- Železný kříž I. a II. stupně (1915, Německo)
- Řád Medžidie I. třídy (1918, Osmanská říše)